# Jagdgeschwader 114
A Jagdgeschwader 114 foi uma asa de treino de pilotagem de caças da Luftwaffe, durante a Alemanha Nazi. Formada no dia 2 de Setembro de 1944, a unidade foi extinta um mês depois para formar o II./JG 102.